# Clemencia, Mexiko
Clemencia är en ort i Mexiko.   Den ligger i kommunen Santa María Chilchotla och delstaten Oaxaca, i den sydöstra delen av landet, 280 km sydost om huvudstaden Mexico City. Clemencia ligger 1 203 meter över havet och antalet invånare är 199.
Terrängen runt Clemencia är bergig norrut, men söderut är den kuperad. Runt Clemencia är det ganska tätbefolkat, med 120 invånare per kvadratkilometer. Närmaste större samhälle är Huautla de Jiménez, 14,0 km söder om Clemencia. I omgivningarna runt Clemencia växer i huvudsak städsegrön lövskog.